# 昆明学校
东南大学教育科附设昆明学校是1921年由国立东南大学教育科在南京市玄武湖（又名“昆明湖”）長洲島（现名环洲）創辦的具有试验性质的乡村小学。
1920年，南京高等师范学校（1921年改东南大学）在玄武湖开办暑期学校时，教授王伯秋发现湖上失学儿童太多，于是产生了办一所乡村小学的想法。时任教育科主任陶行知开始着手调查湖上居民职业和儿童失学情况，發現玄武湖五洲的數百戶湖民由於湖水阻隔，一百多名學齡兒童幾乎無一人入學。陶行知与南高师校长郭秉文、暨南学校校长柯成懋商议，向江苏督军齐燮元申请拨借陶然亭设立昆明学校。1921年1月得到批准，2月招生，3月开学。第一年開辦時有36名學生入學，三年後增至59人。昆明学校最初由南高师和暨南附小合并后拨出经常费，一年后改由东南大学教育科自办，为東大教育科学生實施鄉村教育試驗之所。昆明學校設兒童教育部、婦女教育部、社會教育部。教職員均由東大教育科師生兼任，實行義務授課。
昆明學校是中國第一個推行平民教育的試驗基地，也是以後陶行知創辦曉莊師範、育才學校、社會大學等學校，發展平民教育和民主教育事業的先驅之舉。如何“使平民一面讀一點書，一面得一點做人做國民的精神”，是陶行知在昆明學校探索研究的主要問題。